# هارلی کوکلیس
هارلی کوکلیس (انگلیسی: Harley Cokeliss؛ زادهٔ ۱۱ فوریهٔ ۱۹۴۵) کارگردان، تهیه‌کننده و هنرپیشه اهل ایالات متحده آمریکا است.
وی کارگردان فیلم‌هایی همچون زینا: شاهدخت جنگجو (فصل ۱ قسمت ۲)، امپراتوری ضربه می‌زند (استودیو) و زائر بوده است.